# GM〜踊れドクター
『GM〜踊れドクター』（ジーエム おどれドクター）は、2010年7月18日から9月19日までTBSテレビ系の『日曜劇場』枠（毎週日曜日21:00 - 21:54、JST）で放送された日本のテレビドラマ。主演は東山紀之。

## 概要
本作は総合診療科を舞台にした医療ドラマ。脚本はTBS初となる林宏司、主演の東山は、同じ日曜劇場枠（当時は『東芝日曜劇場』）で放送されていた『Dear ウーマン』（1996年）以来、14年ぶりにTBSで連続ドラマに登場。
また多部未華子と大倉忠義の2人は『ヤスコとケンジ』（2008年、日本テレビ系）以来の共演で、東山と大倉の2人は『必殺仕事人2009』（2009年、ABC・テレビ朝日系）以来の共演となり、さらに大倉と小池栄子の2人は『歌姫』（2007年、TBSテレビ系）以来の共演となった。同枠では『JIN-仁-』以来の医療ドラマとなった。
基本的に医療を題材とした作品は患者の病気を「治療する」ことに重点が置かれているが、本作は患者の病状や行動、習慣などから病気を「特定する」ことに重点が置かれており、一種の推理ドラマのような側面も持ち合わせている。また、全体的にコミカルな描写が多いのも特徴である。
キャッチコピーは「身体に触れずに、あなたの病気を解明します。」

## 登場人物

### 英仁大学付属名峰病院

#### 総合診療科（ソウシン）
後藤 英雄（ごとう ひでお）
演 - 東山紀之（少年隊）
アメリカで最新医療を学んだ総合診療医。患者の病歴・問診などからその病名を解明していく。とても腕の良い医者ではあるが、実は潔癖症であり、たとえ患者であっても汚いものには触れられないため常に白い手袋をしていて、「座るな!後藤」と書かれた自分専用の折りたたみ椅子がある。ただし、高熱を出した桃子だけは素手で抱きかかえる。また、不揃いに置かれているペットボトルや本をきっちり並べ直す几帳面さもある。精神的にかなり打たれ弱く、ロッカールームに引きこもり、子供のように駄々をこねることがある。
地方の大病院を経営する医者である親の意向に沿い、自分を偽ったまま医者になったが、本当はアイドルになりたかった。よく似ていると言われる少年隊の東山紀之に憧れ、かつてアイドルグループ「アミー&ゴー」としてデビューし、「仮面ぶどう狩り」という歌を出したことがある。「ファイヤー後藤」として再デビューを夢見るが、所属芸能事務所の社長に金を騙し取られ、アメリカに帰国しようとしたところを桃子に誘われ、英仁大学付属名峰病院総合診療科にやってくる。現在も暇さえあれば、新生アミー&ゴーの再デビューに向けて、病院の中庭や屋上でダンスの練習をしており、さらに考え込むときにも踊る習慣がある。
日本人初のマサチューセッツ総合病院(MGH)の主席ドクターとして招かれ、一度はその話を断るが、日本の総合診療を広めるために引き受け、アイドルになる夢を諦めてアメリカに帰国するために一人で旅立つ。しかし空港で引き返し、新生アミー&ゴーのデビューコンサートの会場に戻ってくる。
診察以外に関しては常識がほとんどなく、診察以外の会話や話題、人の悩みなどに関してはすべてダンスに関することと捉えて、なかなか会話が噛み合わない。桃子に、人の気持ちを分かろうとしないからファンの気持ちも掴めなかったのではないかと言われてからは、患者やソウシンのメンバーとの接し方を改めるようになる。
他人にあだ名をつけることが多い。総合診療科のメンバーからは「ファイヤー」と呼ばれているが、桃子からは単純に「火」と呼ばれることもある。
小向 桃子（こむかい ももこ）
演 - 多部未華子
研修医。正義感に溢れ、高い志を持っている。
ソウシンのメンバーのやる気のなさに失望し、飛行機の中で偶然会った後藤の診断力を頼り、名峰病院に呼び寄せ、後藤を引き止めるためにソウシンのメンバー全員が元ダンサーだと嘘をつく。ダンスの知識は、年齢を問われるほどに古いものばかり。
物怖じしない性格で、早々に後藤を都合よく動かすための術を体得し、氷室たちに対しても敬語を使わず、悪びれる様子もなく毒舌を言うことも多い。
祖父が原因不明の足の痛み（のちにむずむず脚症候群と判明）を抱え、何年も病院をたらい回しにされたあげく、最後は精神病扱いまでされ、家族で苦しんだ経験から、医者になったらきちんと診断できるようになろうと総合診療医を志した。院内感染が広がるなか、高熱を出して倒れるが、後藤たちによりはしかと診断される。
顔についていじられることが多々あり、後藤には「お菊人形」「日本人形」「猫目少女」「やつれたペコちゃん」「猫」と呼ばれる。高校時代は部員500人在籍のバスケットボール部で補欠だった。コーギーを飼っている。
漆原 誠司（うるしばら せいじ）
演 - 生瀬勝久
元・消化器内科医。病院内のあらゆる人間関係に精通し、冠婚葬祭のことごとくを取り仕切る。鶯谷分院の医局時代には「慢性腹痛患者の診断アルゴリズム」の論文を執筆したが、上司にへつらった者が出世していくなかで正当に評価されない現実を思い知り、宴会を盛り上げた安来節と冠婚葬祭の仕切りで出世街道を駆け上がり、「鶯谷のウルルン」と呼ばれていた。しかし、へつらっていた上司の失脚が原因でソウシンに左遷された。四十肩で悩んでいる。
後藤につけられるあだ名は「しなびた金魚」「ラクダ男」「ラバ」「スルメイカ」「ねずみ男」「目玉おやじ」「ウナギイヌ」「ウナギドッグ（犬）」。
本木 健介（もとき けんすけ）
演 - 大倉忠義（関ジャニ∞）
看護師。やる気のないソウシンの面々に批判的な眼差しを向ける。かつては医師を目指していたが、二浪したため、なんとなく看護師になる。そのため、最初は看護師の仕事が嫌で仕方がなかったが、後藤との出会いや患者との交流を通して、また五浪してまで医学部に進学した氷室の話を聞き、強い刺激を受け、進路を変更してよかったと思えるようになる。
3歳の時から1年間、劇団ひまわりに在籍していた。桃子からアミー&ゴー再デビューコンサートで一緒に踊るよう誘われ、当初は拒否するものの、夜勤の合間に踊りの練習をしていたときに、小島に何度もナースコールで呼ばれ、なかなか振りを覚えられなかったことを明かしたため、本当はその気だったことが知られて、以降はすっかりやる気になる。後田とともに院内感染の原因を探るべく排気口の調査を行い、後藤の真似（ダンスと「ファイヤー」の叫び）まで行うが、最後のおいしいところを眼鏡をとった姿が美形だった後田に持っていかれる。
後藤につけられるあだ名は「情熱小僧」「情熱大陸」「パッション」。桃子からは「ひまわり」と呼ばれる場面もある。
後田 淳（うしろだ じゅん）
演 - 吉沢悠
元・病理医。対人恐怖症であり、無口で人と話すのは苦手だが医者としての知識は豊富。
33年間恋人がおらず、パソコンが友達で、アニメ「美少女戦士らぶらぶムーン」のキャラクター・三日月ルナが気に好きな「アキバ系オタク」。「美少女戦士らぶらぶムーン」のファンクラブ・月光団（後藤は月光団のことをダンスグループだと思っている）の会員番号は14番。また、古墳巡りが趣味という面もある。
上司に裏切られ、前に勤めていた大学病院を追い出された。
最初に後藤からつけられるあだ名は「ネガティブ」だが、宅間の診察以降は、以前より話すようになったことから「ポジティブ（ポジ）」「月光団」に改められる。
町谷に想いを寄せており、彼女への告白を桃子から持ちかけられ、アミー&ゴー再デビューコンサートへの参加を決意する。院内感染の原因を探ろうと排気口を調査中に病室に落下した際、眼鏡を壊し、実は美形だったことが判明する。
町谷 玲奈（まちや れな）
演 - 小池栄子
元・救命救急医。気の強い性格をしている。「三度の飯よりオペが好き」と言われるほど手術が大好きで、患者を切りすぎて左遷されたと噂されていた。英仁大学病院時代は消化器外科のホープだったが、井上の判断ミスで急性虫垂炎とされた大腸憩室炎の患者を手術し、患者の家族から訴えられ、井上をはじめ同僚からも擁護されることなく、左遷された。
愛車はファイヤーハウスレッドのHUMMER H1。
最終話で後田が自分好みの美形と知り、アプローチをかけ出す。
後藤につけられるあだ名は「体脂肪27%」「ボンバー（町谷）」「ボンレス」「土偶」「目ヂカラ玲奈」。
氷室 慎太郎（ひむろ しんたろう）
演 - 椎名桔平
部長。元・循環器内科医。五浪して医学部に進学し、大学時代には「五郎（五浪）ちゃん」と呼ばれていた。五浪したこともあり、誰よりも素直で情熱を持っており、大山の友人である上田教授の一人娘・多恵と結婚し、内科のエリート部署である循環器内科に配属され、将来を約束されていた。しかし循環器内科への配属が上田教授のコネクションによるもので、しだいに劣等感を持って、やさぐれるようになり、何もせずに権力を笠に着て偉そうなことばかりを言うようになる。さらに女好きが仇となり、3人の女性との浮気が知られて多恵に離婚され、ソウシンに左遷される。
面倒なことから逃げてばかりだったが、ソウシンに左遷されてからは大量の循環器系の書籍を読み、ずっと勉強していた。また学会への出席で不在となる循環器内科の医師たちの代わりに、小暮の心臓カテーテル検査を行い、ソウシンのメンバーたちの協力のもと、無事成功させる。
桃子の嘘で元ZOOのメンバーで、「ポニー」という名前で活躍していたということにされる。また桃子からは「とっちゃん坊や」「ヒムロン」「表六玉」と呼ばれる。また、本木からは（2度の失敗で諦めた自分に対し、5度の失敗でも諦めなかった彼に敬意を込めて）大学時代のあだ名の「五浪さん」と呼ばれる。

#### その他の病院関係者
大山 剛三（おおやま ごうぞう）
演 - 大和田伸也
英仁大学学長兼名峰病院院長にして、病院内最大の権力者。目をかけて期待していた氷室が自身と親友の一人娘である多恵を裏切ったことへの反感から、ソウシンを潰そうと計画する。だが、英仁大学病院の循環器内科教授選では、ただ一人氷室に票を入れる。
曽根の陰謀で名峰病院の上海ウエストメディカルセンターへの売却が決まり、院長職を解任されるが、院内感染を抑えるべくソウシンのメンバーとともに患者の診察に務める。その後、名峰病院の売却が契約解除となったため院長に復職する。
バリトンボイスの持ち主で、院長室で歌うのが日課。
後藤に付けられたあだ名は「太ったマーライオン」
曽根 智雄（そね ともお）
演 - 八嶋智人
名峰病院事務長。大山と手を組みソウシンを潰そうと計画する。その裏では、名峰病院を外国人富裕層向けの人間ドックにするために、上海ウエストメディカルセンターに売却することを企んでいたが、院内感染を疑われた際に保健所への連絡をしなかったことから、病院の隠蔽体質を指摘されて契約を解除される。この時に高熱を出して倒れる。
院長のバリトンボイスが嫌いで、毎日聞かされるぐらいなら首にしてくれとまで言う。また、昔は「MC曽根」と言われていたらしく、最後のアミー&ゴーのコンサートではなぜか製作されていたアミー&ゴーJr.の衣装を着て演歌調の司会を務める。
ソウシンを潰すためには手段を選ばない非道な一面を持つが、実は自身も医者を志した過去がある。後藤からは「浦見魔太郎」、桃子からは「悪いとっちゃん坊や」、氷室からは「極悪キューピー」というあだ名がつけられる。
井上 洋介（いのうえ ようすけ）
演 - 光石研（第5・8話）
英仁大学病院消化器外科の医師。週に1回、VIP待遇で名峰病院に出入りしている。
英仁大学病院時代の町谷の先輩で、彼女の左遷の原因を作り、その後も嫌味な態度で接していた。しかし、小島の病名特定のために町谷がソウシンのメンバーたちと共に奔走する姿を見て述懐する。

### その他
上田 多恵（うえだ たえ）
演 - 清水美沙（第2、8 - 最終話）
氷室の元妻。大山の親友である上田教授の一人娘。医療系の専門商社に勤め、医療機器の購入について名峰病院に出入りしている。結婚後、氷室を駄目にした責任を感じ、よりを戻すことは考えていなかったが、ソウシンで変わった氷室を認める。高熱で倒れ、後藤たちにより水疱瘡と診断される。週2回ヨガに通っている。

### アミー＆ゴー
かつて後藤が所属していたアイドルグループ。初期メンバーは、総勢42名（EXILEの3倍）。メンバーの親戚や近所の子供たちまでもが参加するようになり、わけが分からなくなったため、メンバーを後藤を含めた4人に減らした。
デビューシングルは「仮面ぶどう狩り」（売上枚数は54枚）。仮面をつけてぶどう狩りをすると、房がよく見えないことから、掴もうとしてもなかなか掴めない「恋のもどかしさ」を表現した楽曲である。
後藤がリーダーとなり、朝食前にボックスステップを1万回、ダンスは一日18時間練習したが、毎回誰かが倒れ、なかなか振り付けが覚えられず、結局全員が一度も揃うことなく、デビュー後、方向性の違いにより解散。後藤以外のメンバーはその後、一人は資格を取って福祉の道へ進み、もう一人は寿司職人としてロサンゼルスに渡り、残る一人は仏門に入り、現在は比叡山にいる。
劇中では後藤が「新生アミー&ゴー」を結成しようとする。後藤の構想によるあだ名とコンサートの衣装は、以下のとおり。
- 後藤「ファイヤー」（衣装・白。背中に赤で「火」の文字、襟と袖に赤い星）
- 桃子「ザッシー」（衣装・ピンク）
- 本木「パッション」（衣装・水色）
- 漆原「ウルルン」（衣装・白と黒のまだら(牛柄））
- 後田「ウッシー」（衣装・赤。背中に一つ渦巻き模様）
- 町谷「ドグー」（衣装・黄色）
- 氷室「ポニー」（衣装・紫、胸にポニーのアップリケ）

### ゲスト
第1話
- 斉木武雄 - 山口粧太
- 須藤葉子〔斉木の妹〕 - 三浦理恵子
- 郷田良夫〔神経内科部長〕 - 岩松了
- 戸倉真吾〔循環器内科教授選候補〕 - 岩田明
- 岩下昇〔循環器内科教授選候補〕 - 大塚秀記

第2話
- 真咲泉 - 中村ゆり
- 目黒周平〔泉の元恋人〕 - 田中幸太朗

第3話
- 宅間邦夫 - 佐藤満春（どきどきキャンプ）
- 佐々木美樹〔宅間の彼女（ただしデート商法で接近）〕 - 日向千歩
- 岡部祐樹〔宅間のルームメイト〕 - 山本圭祐
- 三日月ルナ（声）〔「美少女戦士らぶらぶムーン」主人公〕 - 亀岡真美

第4話
- 平憲一 - 小林隆
- 平純江〔平の妻〕 - 広岡由里子
- 漆原颯太〔漆原の息子〕 - 岸本慎太郎（ジャニーズJr.）

第5話
- 滝広美和子 - 片桐はいり

第6話
- 墨田栄子 - あめくみちこ
- 看護部長 - 大島蓉子
- 土井和子〔総合診療科にやってきた患者〕 - 島ひろ子
- 米倉儀助〔総合診療科にやってきた患者〕 - 唐沢民賢
- 駒田健吾〔STBテレビアナウンサー・「これが日本のドクターだ!」司会〕 - 駒田健吾（TBSアナウンサー、本人役）

第7話
- 遠藤彩夏 - 木南晴夏
- 千夏〔彩夏のチームメート〕 - 小川麻琴
- 詩織〔彩夏のチームメート〕 - 加藤みづき
- 多恵〔彩夏のチームメート〕 - 皆川玲奈

第8話
- 小島啓太 - 袴田吉彦
- IT社員-骨川道夫、佐藤研児

第9話
- 小暮幸一 - 温水洋一
- 八木佐織〔小暮の鉄工所の事務員〕 - 高橋ひとみ
- 佐伯〔循環器内科部長〕 - 斎藤歩

## スタッフ
- 脚本 - 林宏司
- 演出 - 武藤淳、生野慈朗、渡瀬暁彦
- 音楽 - 遠藤浩二
- 主題歌 - 関ジャニ∞「LIFE〜目の前の向こうへ〜」（インペリアルレコード）[2]
- 医療監修 - 生坂政臣（千葉大学総合診療部教授）
- プロデューサー - 鈴木早苗、飯田和孝
- 製作 - TBS

## 放送日程
| 各話                                                       | 放送日  | サブタイトル   | 演出     | 視聴率 |
| ---------------------------------------------------------- | ------- | -------------- | -------- | ------ |
| 第1話                                                      | 7月18日 | 診断の天才登場 | 武藤淳   | 13.3%  |
| 第2話                                                      | 7月25日 | 原因不明       | 武藤淳   | 11.5%  |
| 第3話                                                      | 8月01日 | 誤診           | 生野慈朗 | 12.2%  |
| 第4話                                                      | 8月08日 | リストラ       | 生野慈朗 | 08.7%  |
| 第5話                                                      | 8月15日 | 急性腹痛       | 渡瀬暁彦 | 08.6%  |
| 第6話                                                      | 8月22日 | 患者の嘘       | 武藤淳   | 10.4%  |
| 第7話                                                      | 8月29日 | 熱中症         | 生野慈朗 | 09.6%  |
| 第8話                                                      | 9月05日 | 食道がん       | 渡瀬暁彦 | 07.7%  |
| 第9話                                                      | 9月12日 | 病院崩壊       | 生野慈朗 | 08.8%  |
| 最終話                                                     | 9月19日 | 院内感染       | 武藤淳   | 08.8%  |
| 平均視聴率 10.1%（視聴率は関東地区・ビデオリサーチ社調べ） |         |                |          |        |

## DVD
- 「GM～踊れドクター DVD-BOX」2011年1月5日発売（TCエンタテインメント）
  - 初回生産限定特典
    - GM特製ボールペン＆ペンケース

  - 映像特典
    -       1. （秘）メイキング
      2. インタビュー集
      3. 制作発表
      4. 踊るドクター“ファイヤー後藤” 完全版
      5. 踊るドクターたち 完全版
      6. これが日本のドクターだ!完全版
      7. GM～踊れ!?イメージ調査
      8. 反ソウシン派の2ショットトーク
      9. 大倉忠義、“バース・デイ”風ナビゲーションに挑戦!
      10. クランクアップ集
      11. 漆原誠司の安来節 完全版
      12. GM＠王様のブランチ
      13. 事前SPOT集
      14. 各話SPOT集